# Kristina Bartsch
Kristina Bartsch (* 9. März 1999 in Pulheim) ist eine deutsche Fußballspielerin. Seit Januar 2022 ist sie Vertragsspielerin von Borussia Mönchengladbach.

## Karriere

### Vereine
Bartsch spielte zuletzt für die B-Jugendmannschaft des 1. FC Köln, für die sie von 2013 bis 2016 38 Punktspiele in der B-Juniorinnen-Bundesliga bestritt und sechs Tore erzielte, bevor sie zur Saison 2016/17 in die erste Mannschaft aufrückte. In der Gruppe Süd der seinerzeit zweigleisigen 2. Bundesliga wurde sie in zwölf Punktspielen eingesetzt. Ihr Debüt im Seniorinnenbereich gab sie am 12. November 2016 (8. Spieltag) beim 4:0-Sieg im Auswärtsspiel gegen den SV 67 Weinberg. Trotz des zweiten Platz stieg sie mit ihrer Mannschaft in die Bundesliga auf, da der zweiten Mannschaft der TSG 1899 Hoffenheim dies untersagt war, weil die erste Mannschaft in der höheren Spielklasse bereits vertreten war. In dieser bestritt Bartsch fünf Punktspiele und debütierte am 10. Dezember 2017 (10. Spieltag) bei der 0:7-Niederlage im Auswärtsspiel gegen Werder Bremen mit Einwechslung für Karoline Kohr in der 76. Minute. In dieser Saison kam sie auch in vier Punktspielen für den 1. FC Köln II in der Gruppe Süd der seinerzeit zweigleisigen 2. Bundesliga zum Einsatz. 
Mit erfolgreichem Abschluss am Berufskolleg Humboldtstraße im Kölner Stadtteil Altstadt-Süd strebte sie ein Studium in den Vereinigten Staaten an. Von 2018 bis 2020 war sie an der University of Massachusetts Lowell für das Hauptfach Mathematik eingeschrieben. Für das Sport-Team der Universität, die River Hawks, bestritt sie 32 Meisterschaftsspiele in der America East Conference, in denen sie 28 Mal der Startelf angehörte und ein Tor erzielte. Dieses erzielte sie am 10. Juni 2019 beim 4:1-Sieg im Auswärtsspiel gegen die Retrievers, das Sport-Team der University of Maryland, Baltimore County, mit der 1:0-Führung in der neunten Minute.
Nach Deutschland zurückgekehrt, fand sie in Alemannia Aachen ihren neuen Verein, für den sie in der Hinrunde der Saison 2021/22 in zwölf Punktspielen in der drittklassigen Regionalliga West zwei Tore erzielte. In der Rückrunde der Saison gehörte sie bereits dem Ligakonkurrenten Borussia Mönchengladbach an, für den sie in 13 Punktspielen drei Tore erzielte. In der Folgesaison trug sie mit fünf Toren in 25 Punktspielen zur regionalen Meisterschaft bei und war in beiden, von Erfolg gekrönten Aufstiegsspielen gegen die SV Elversberg aktiv. In der Saison 2023/24 kam sie zum Saisonauftakt am 19. August 2023 beim 2:2-Unentschieden im Auswärtsspiel gegen den Hamburger SV zum Einsatz, wie auch vier Tage zuvor beim 3:2-Erstrundensieg im DFB-Pokalwettbewerb gegen Holstein Kiel.

### Nationalmannschaft
Bartsch bestritt zwei Länderspiele für die U16-Nationalmannschaft im Rahmen des UEFA Development Tournaments. Ihr Debüt erfolgte am 21. Februar 2015 in Vila Real de Santo António bei der 3:4-Niederlage im Elfmeterschießen gegen die U16-Nationalmannschaft Spaniens. Ihren zweiten Einsatz für das DFB-Team bestritt sie zwei Tage später an selber Stätte beim 1:0-Sieg über die U16-Nationalmannschaft Schottlands.

## Erfolge
- Meister Regionalliga West 2023 und Aufstieg in die 2. Bundesliga
- Zweiter 2. Bundesliga Süd 2017 und Aufstieg in die Bundesliga